# Kgothatso Montjane
Kgothatso Montjane, née le 3 juin 1986 à Polokwane, est une joueuse de tennis en fauteuil roulant originaire d'Afrique du Sud. En 2018, elle devient la première femme sud-africaine noire à concourir à Wimbledon.

## Biographie
Montjane est née avec une maladie congénitale qui affecte ses deux mains et un de ses pieds, l'autre étant amputé alors qu'elle a douze ans.
Elle est nommée à trois reprises Sportive handisport de l'année dans pays : en 2005, 2011 et 2015.

## Carrière
Montjane détient une trentaine de titres en simple dont le Swiss Open, remporté à quatre reprises entre 2013 et 2018. Elle réussit également en double, où elle remporte, entre autres, l'USTA Championship en 2013 avec Jordanne Whiley (en), l'Open d'Afrique du Sud en 2015 avec Marjolein Buis ou encore le tournoi de Sydney en 2016 avec Sabine Ellerbrock. En 2013 et 2014, elle participe à 3 des 4 tournois du Grand Chelem et atteint les demi-finales en simple à Roland Garros. En 2013, elle est classée 5e mondiale par la Fédération internationale de tennis.
Elle est membre de l'équipe sud-africaine aux Jeux paralympiques d'été de 2008, 2012 et 2016, mais ne remporte aucune médaille.
En 2018, elle reçoit une invitation pour disputer le tournoi de Wimbledon et devient la première femme sud-africaine noire y participer, valides compris. Elle est battue en demi-finale par Diede de Groot. La même année, elle participe également à l'US Open et est alors la première joueuse de tennis en fauteuil roulant africaine à se qualifier pour les quatre tournois du Grand Chelem sur une saison. En 2019, elle dispute sa première finale en Grand Chelem en double à l'US Open.

## Palmarès

### Victoires dans les tournois duGrand Chelem
- Roland-Garros :
  - en double dames en 2023 et 2025 avec Yui Kamiji
- Wimbledon :
  - en double dames en 2024 avec Yui Kamiji
- US Open :
  - en double dames en 2023 avec Yui Kamiji

### Masters

#### Victoires au Masters en double (1)
| Année | Lieu      | Partenaire | Finalistes                       | Résultat |
| ----- | --------- | ---------- | -------------------------------- | -------- |
| 2023  | Barcelone | Yui Kamiji | Diede de Groot / Jiske Griffioen | 6-2, 6-1 |